# België op de Olympische Jeugdwinterspelen 2020
België was een van de landen die deelnamen aan de Olympische Jeugdwinterspelen van 2020 in Lausanne, Zwitserland.

## Medailleoverzicht
| Sport       | Olympiër    | Onderdeel                    | Medaille |
| ----------- | ----------- | ---------------------------- | -------- |
| IJshocky    | Anke Steeno | gemengd NOC 3x3 toernooi (v) | Goud     |
| Snowboarden | Evy Poppe   | slopestyle (v)               | Goud     |

## Deelnemers en resultaten

### Alpineskiën
mannen
| Atleet                | Onderdeel       | Run 1   | Run 1  | Run 2   | Run 2  | Totaal  | Totaal |
| Atleet                | Onderdeel       | Tijd    | Plaats | Tijd    | Plaats | Tijd    | Plaats |
| --------------------- | --------------- | ------- | ------ | ------- | ------ | ------- | ------ |
| Louis Masquelier-Page | Super-G         | n.v.t.  | n.v.t. | n.v.t.  | n.v.t. | 58.58   | 44     |
| Louis Masquelier-Page | Supercombinatie | 58.58   | 44     | 36.42   | 26     | 1:35.00 | 28     |
| Louis Masquelier-Page | Giant slalom    | 1:05.60 | 20     | 1:07.39 | 24     | 2:12.99 | 23     |
| Louis Masquelier-Page | Slalom          | DNF     | DNF    | DNF     | DNF    | DNF     | DNF    |

### Freestyleskiën
Ski cross
| Atleet        | Onderdeel         | Groepsfase | Groepsfase | Halve finale | Finale  |
| Atleet        | Onderdeel         | Punten     | Plaats     | Positie      | Positie |
| ------------- | ----------------- | ---------- | ---------- | ------------ | ------- |
| Noa Spoelders | Ski-cross vrouwen | 14         | 7          | DNQ          | DNQ     |

### IJshockey
Gemengd NOC 3x3 toernooi
mannen
- Tibo Van Reeth

vrouwen
- Anke Steeno

### Shorttrack
mannen
| Atleet          | Onderdeel | Kwartfinale | Kwartfinale | Halve finale | Halve finale | Finale | Finale |
| Atleet          | Onderdeel | Tijd        | Plaats      | Tijd         | Plaats       | Tijd   | Plaats |
| --------------- | --------- | ----------- | ----------- | ------------ | ------------ | ------ | ------ |
| Warre Van Damme | 500 m     | DNQ         | DNQ         | DNQ          | DNQ          | DNQ    | DNQ    |
| Warre Van Damme | 1000 m    | DNQ         | DNQ         | DNQ          | DNQ          | DNQ    | DNQ    |

### Skeleton
| Atleet          | Onderdeel | Run 1   | Run 1  | Run 2   | Run 2  | Totaal  | Totaal |
| Atleet          | Onderdeel | Tijd    | Plaats | Tijd    | Plaats | Tijd    | Plaats |
| --------------- | --------- | ------- | ------ | ------- | ------ | ------- | ------ |
| Colin Freeling  | mannen    | 1:11.06 | 12     | 1:10.81 | 8      | 1:21.55 | 10     |
| Aline Pelckmans | vrouwen   | 1:13.05 | 13     | 1:12.94 | 11     | 2:25.99 | 11     |

### Snowboarden
Halfpipe, Slopestyle, & Big Air
| Atleet    | Onderdeel          | Kwalificatie | Kwalificatie | Kwalificatie | Kwalificatie | Finale | Finale | Finale | Finale | Finale |
| Atleet    | Onderdeel          | Run 1        | Run 2        | Beste        | Plaats       | Run 1  | Run 2  | Run 3  | Beste  | Plaats |
| --------- | ------------------ | ------------ | ------------ | ------------ | ------------ | ------ | ------ | ------ | ------ | ------ |
| Evy Poppe | big air vrouwen    | 69.33        | 65.00        | 69.33        | 6            | 28.75  | 8.75   | 16.25  | 45.00  | 10     |
| Evy Poppe | slopestyle vrouwen | 46.25        | 83.50        | 83.50        | 6            | 88.75  | 22.25  | 94.00  | 94.00  | Goud   |

### Schaatsen
vrouwen
| Atleet         | Onderdeel | Tijd    | Plaats |
| -------------- | --------- | ------- | ------ |
| Fran Vanhoutte | 500 m     | 43.99   | 22     |
| Fran Vanhoutte | 1500 m    | 2:16.82 | 8      |

massastart
| Atleet         | Onderdeel  | Halve finale | Halve finale | Halve finale | Finale | Finale  | Finale |
| Atleet         | Onderdeel  | Punten       | Tijd         | Plaats       | Punten | Tijd    | Plaats |
| -------------- | ---------- | ------------ | ------------ | ------------ | ------ | ------- | ------ |
| Fran Vanhoutte | massastart | 21           | 6:49.87      | 2 Q          | 0      | 6:52.72 | 9      |

gemengd
| Athlete                                                                                     | Event                 | Time    | Rank |
| ------------------------------------------------------------------------------------------- | --------------------- | ------- | ---- |
| Team 11 Luisa González (SPA) Fran Vanhoutte (BEL) Nicky Rosanelli (ITA) Sander Eitrem (NOO) | gemengde groepssprint | 2:07.46 | 7    |